# هامور معمولی
هامور معمولی یا هامور چرب گونه‌ای ماهی از خانواده هامورماهیان (Serranidae) است.
این ماهی روی بسترهای نرم و مناطق ساحلی با بستر سخت زیست می‌کند، همچنین وارد مصب رودخانه نیز می‌شود.
وسایل صید آن گرگور، قلاب دستی و ترال کف است.

## ویژگی‌ها
بدن این ماهی دوکی‌شکل می‌باشد و کمی از پهلوها فشرده‌است. بیشینهٔ اندازه بدن هامور معمولی تا ۱۲۰ سانتیمتر می‌رسد. تعداد فلس‌های خط جانبی ۵۸ تا ۶۵ عدد می‌باشد. از هر طرف آرواره پائینی دارای دو ردیف دندان است. در طرفین بدن فلس‌های شانه‌ای وجود دارد و رنگ بدن قهوه‌ای مایل به سفید است. روی بخش پائینی اولین کمان آبششی دارای ۱۴ تا ۱۷ عدد شعاع سخت است. قطر سوراخ‌های بینی تقریباً با هم برابرند.